# Immerse in Infinity
Immerse in Infinity – czwarty album studyjny polskiej grupy muzycznej Lost Soul. Wydawnictwo ukazało się 6 października 2009 roku nakładem wytwórni muzycznej Witching Hour Productions. Był to pierwszy album zespołu zrealizowany z udziałem basisty Damiana "Czajnika" Czajkowskiego, perkusisty Krzysztofa "Desecrate" Szalkowskiego i gitarzysty Dominika "Domina" Prykiela. W ramach promocji do utworu "...If The Dead Can Speak" przez firmę Endorfina został zrealizowany teledysk. Ponadto zespół wystąpił gościnnie w ramach trasy koncertowej Blizkrieg Tour wraz z Vader podczas której zostały zaprezentowane utwory pochodzące z płyty Immerse in Infinity.

## Realizacja
Partie perkusji były rejestrowane od 9 do 17 lutego 2009 roku w warszawskim studiu Progresja we współpracy z producentem muzycznym Pawłem Grabowskim. Partie gitar były nagrywane od 23 do 30 marca oraz od 14 do 17 kwietnia 2009 w Top Secret Studio & Hellsound Studio we Wrocławiu. Partie gitary basowej również zostały nagrane w Top Secret Studio & Hellsound Studio w dniach 18 - 24 kwietnia 2009. 
Partie wokali zostały nagrane w studiu Hellsound w dniach 27 kwietnia - 30 kwietnia 2009. Za produkcję był odpowiedzialny lider grupy Jacek Grecki. Nagrania były miksowane od 8 do 12 czerwca, oraz masterowane od 20 lipca do 10 sierpnia 2009 w białostockim Hertz Studio przez braci Wojciecha i Sławomira Wiesławskich.

## Lista utworów
| Nr | Tytuł utworu               | Autorzy      | Długość |
| -- | -------------------------- | ------------ | ------- |
| 1. | „Revival”                  | Jacek Grecki | 07:04   |
| 2. | „Personal Universe”        | Jacek Grecki | 06:08   |
| 3. | „...if the dead can speak” | Jacek Grecki | 05:04   |
| 4. | „216”                      | Jacek Grecki | 08:00   |
| 5. | „One Step too far”         | Jacek Grecki | 06:43   |
| 6. | „Breath of Nibiru”         | Jacek Grecki | 06:18   |
| 7. | „Divine Project”           | Jacek Grecki | 06:18   |
| 8. | „Simulation”               | Jacek Grecki | 09:42   |
|    |                            |              | 55:17   |

## Twórcy
| Zespół Lost Soul w składzie - Jacek Grecki – gitara, wokal, produkcja muzyczna, sample - Damian "Czajnik" Czajkowski – gitara basowa - Krzysztof "Desecrate" Szałkowski – perkusja - Dominik "Domin" Prykiel – gitara Dodatkowi muzycy - Adam "Szevcu" Szewczyk – sample | Produkcja - Michał Włosik – konsultacje gramatyczne - Paweł Grabowski – inżynieria dźwięku (partie perkusji) - Paweł Kołodziejczyk – inżynieria dźwięku (partie gitar, gitary basowej i wokale) - Wojciech i Sławomir Wiesławscy – miksowanie, mastering - Mentalporn (Katarzyna Zaremba, Piotr "Qras" Kurek) – okładka, oprawa graficzna |